# Дмитрієвка (Кармаскалинський район)
Дми́трієвка (рос. Дмитриевка, башк. Дмитриевка) — присілок у складі Кармаскалинського району Башкортостану, Росія. Входить до складу Єфремкинської сільської ради.
Населення — 205 осіб (2010; 193 в 2002).
Національний склад:
- чуваші — 93 %